# Getto w Koninie
Getto w Koninie – getto żydowskie utworzone podczas II wojny światowej przez okupantów w Koninie.

## Historia
Przed wybuchem II wojny światowej w Koninie mieszkało około 2500 Żydów.
30 listopada 1939 roku Niemcy zatrzymali od 1080 do 1200 konińskich Żydów, których 3 grudnia deportowano do Ostrowca Świętokrzyskiego w Generalnym Gubernatorstwie, niektórzy mieli także trafić do Gorzkowa oraz Turobina. Od jesieni 1939 roku prowadzono rozbiórkę cmentarza żydowskiego w Koninie oraz budynków na osiedlach zamieszkałych przez Żydów.
Pierwsi Żydzi zostali przesiedleni do wyznaczonej dzielnicy miasta w grudniu 1939 roku, utworzono dla nich getto otwarte. Getto utworzono przy ulicach: Słowackiego, Obrońców Westerplatte, Zamkowej, Niecałej, Mickiewicza, Kilińskiego i przy Placu Zamkowym. W getcie przebywało najprawdopodobniej około 1000 Żydów. Powstał Judenrat, którego członkami byli Józef Aberman, Ajzyk Kelmer, Abraham Helman, Icchak Zajfer, Noach Helmer i Rozenberg. Józef Aberman stał także na czele policji żydowskiej.
Wiosną i latem 1940 roku więźniowie getta zostali przeniesieni do budynków przy ulicy Grodziej. W lipcu tego samego roku większość Żydów została wysiedlona z Konina do gett wiejskich w Rzgowie, Grodźcu i Zagórowie. Niektórzy Żydzi podejmowali próby powrotu do Konina w celu zabrania swojego mienia, jeden z Żydów został w związku z tym pobity i zmarł w wyniku obrażeń. Następnie próby powrotu do Konina zostały zakazane. Od jesieni 1940 do lutego 1941 roku niektórzy konińscy Żydzi przebywali w mieście w roli robotników przymusowych. 